# لایا کدینا
لایا کدینا (انگلیسی: Laia Codina؛ زادهٔ ۲۲ ژانویهٔ ۲۰۰۰) بازیکن فوتبال اهل اسپانیا است.
از باشگاه‌هایی که در آن بازی کرده‌است می‌توان به بارسلونا اشاره کرد.
وی همچنین در تیم ملی فوتبال زیر ۱۹سال اسپانیا بازی کرده‌است.